# Sinfonia n.º 1 (Mozart)

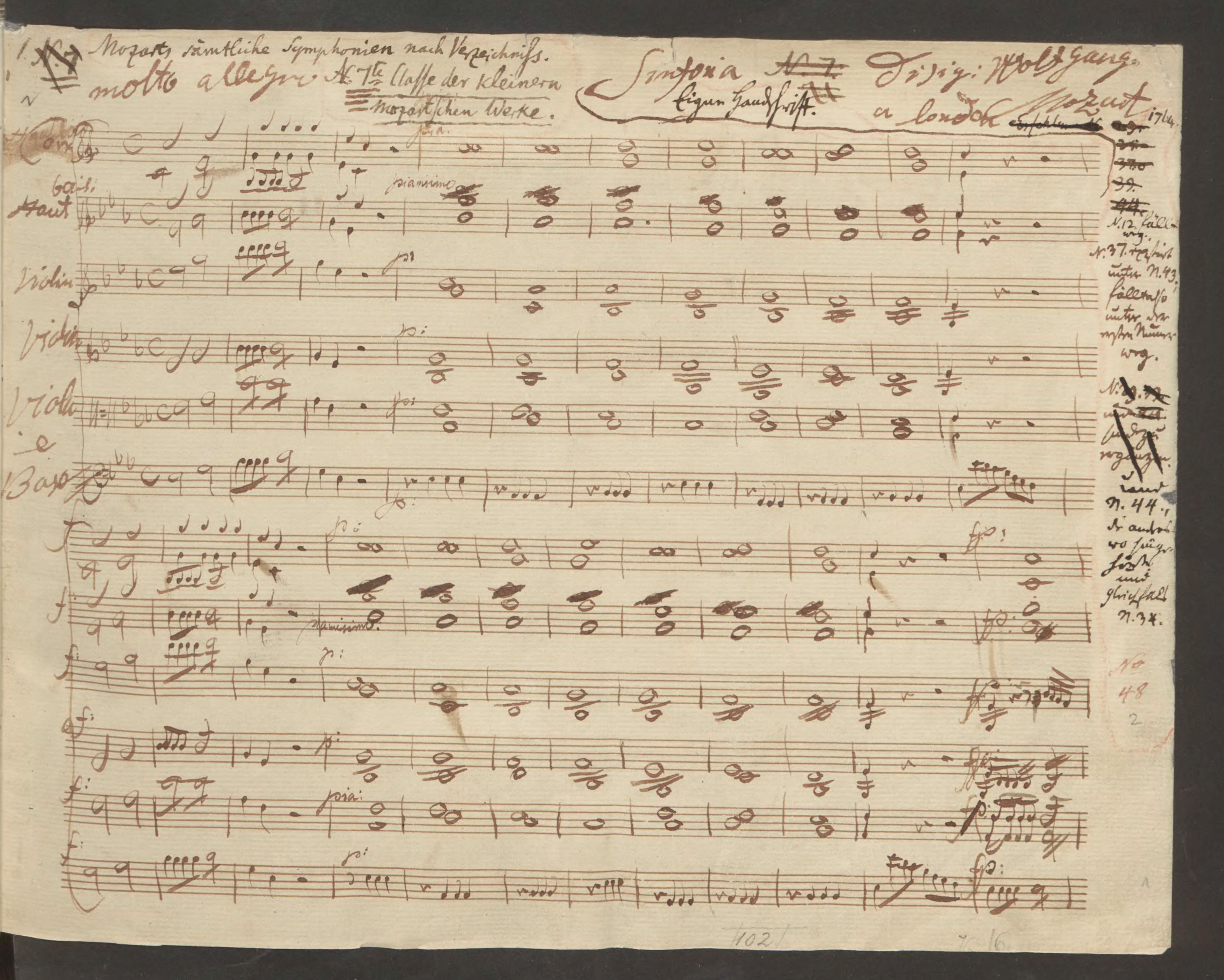
Manuscrito da Sinfonia No. 1, de 1764. Mozart a escreveu com 8 anos de idade, em Londres.

A Sinfonia No. 1 em Mi bemol maior, K. 16, foi escrita provavelmente entre agosto e setembro de 1764 por Wolfgang Amadeus Mozart, então com idade de oito anos. Por esta altura, ele já era célebre na Europa como um  músico prodígio, mas havia composto poucas obras.
O autógrafo original da partitura dessa sinfonia encontra-se hoje preservado na Biblioteca Jagiellońska em Cracóvia.

## Contexto da composição
A peça foi escrita durante o Grand Tour da Europa realizado pela família Mozart quando tiveram que se mudar de Londres para Chelsea , durante o verão de 1764. Nessa ocasião,Leopoldo, pai de Mozart, teve uma doença (infecção da garganta), o que motivou a mudança. A casa na Ebury Street, 180, atualmente no bairro de Westminster, local da composição, é marcada com uma placa com alusão à estadia da família Mozart. A sinfonia foi executada pela primeira vez em 21 de fevereiro de 1765, possivelmente no Little Theatre, Haymarket. O trabalho mostra a influência de vários compositores, incluindo seu pai e os filhos de Johann Sebastian Bach, especialmente Johann Christian Bach. Este último, a quem Mozart conheceu pessoalmente durante sua estada em Londres, exerceu grande influência sobre várias das primeiras obras do compositor austríaco.

## Movimentos e instrumentação
A partitura prevê uma orquestra com cordas, 2 oboés, 2 trompas de caça, cravo (baixo contínuo) e cordas.
Como na sinfonias de Abel e J.C.Bach, que viviam em Londres na época, a composição está dividida em três movimentos:
1. Molto allegro,
2. Andante, C minor,
3. Presto,

No primeiro movimento, Mozart demonstra domínio da técnica sinfônica da época com  alternações de escalas altas e suaves, lentas e rápidas. No entanto, nas passagens mais etéreas que se seguem imediatamente à fanfarra uníssona de abertura, pode-se notar uma originalidade e uma beleza mais originais.
No segundo movimento, Mozart, com apenas 8 anos, faz uso de quatro notas, motivo que aparece no final da sua Sinfonia Júpiter , N ° 41. Essas quatro notas, Dó, Ré, Fá, Mi, fazem uma aparição em várias de obras de Mozart, incluindo a sua Sinfonia No. 33. Este tema é executado pelas trompas de caça nesta sua primeira sinfonia.
A obra termina com um final curto, mas efervescente, com predomínio dos violinos em cascata e das trompas.
No geral, trata-se de uma notável peça de estreia no gênero sinfônico que faz o ouvinte esquecer-se rapidamente de que se trata da obra de uma criança, lembrando-se que foi criação do gênio de Salzburgo.  